# Nano-
Nano (viết tắt n) là một tiền tố được viết liền trước một đơn vị đo lường quốc tế để chỉ đơn vị nhỏ gấp 109 hay 1.000.000.000 lần.
1 nanomet = {\displaystyle {\frac {1}{1.000.000.000}}} mét = 0,000000001 mét = 10-9 mét
Độ lớn này được công nhận từ năm 1960. Theo tiếng Hy Lạp, nano nghĩa là chú lùn.